# Vif, Isère
Vif este o comună în departamentul Isère din sud-estul Franței. În 2009 avea o populație de 8.092 de locuitori.

## Evoluția populației
| An        | 1975  | 1982  | 1990  | 1999  | 2006  | 2009  |
| --------- | ----- | ----- | ----- | ----- | ----- | ----- |
| Populație | 3.593 | 4.419 | 5.788 | 6.478 | 7.855 | 8.092 |